# Defenders of the Faith
Albums de Judas Priest
Screaming for Vengeance
(1982) Turbo
(1986)
Singles
1. Freewheel Burning
Sortie : décembre 1983
2. Some Heads Are Gonna Roll
Sortie : 1984
3. Love Bites
Sortie : 1984

Defenders of the Faith est le neuvième album studio du groupe de heavy metal anglais, Judas Priest. Il est sorti le 4 janvier 1984 sur le label CBS Records et a été produit par Tom Allom.

## Historique
Pour l'enregistrement de cet album, le groupe rejoint les Ibiza Sound Studios en Espagne. Le groupe y a désormais ses habitudes depuis l'album Point of Entry enregistré fin 1980. L'enregistrement se déroula de septembre à novembre 1983 suivit du mixage qui se déroula en Floride.
Il se classa à la 18e place du Billboard 200 aux États-Unis et à la 19e place des charts britanniques. Il sera certifié disque de platine au Canada et aux États-Unis.
L'album sera réédité en 2015 pour le trentième anniversaire de sa parution dans une version Deluxe 30th Anniversary comprenant l'album original plus le concert donné à la Long Beach Arena le 2 mai 1984 réparti sur deux Compact Disc.

## Liste des titres

### Album original
Tous les titres sont signés par Rob Halford, Glenn Tipton et K. K. Downing, sauf indication.
Face 1
1. Freewheel Burning – 4:22
2. Jawbreaker – 3:25
3. Rock Hard Ride Free – 5:34
4. The Sentinel – 5:04

Face 2
1. Love Bites – 4:47
2. Eat Me Alive – 3:34
3. Some Heads Are Gonna Roll (Robert Halligan Jr.) – 4:05
4. Night Comes Down – 3:58
5. Heavy Duty – 2:25
6. Defenders Of The Faith – 1:30

### Titres bonus
Titres bonus de la réédition parue en 2001
1. Turn On Your Light - 5:23
2. Heavy Duty / Defenders of the Faith (Live) - 5:26

Titres bonus de la réédition 30th Anniversary Deluxe Edition
CD 1
- Titres identiques à l'album original.

CD 2
- Enregistrements en public effectués le 5 mai 1984 à la Long Beach Arena en Californie dans le cadre du Defenders of Faith Tour.
- Tous les titres sont signés par Rob Halford, Glenn Tipton et K. K. Downing, sauf indication.

| No  | Titre                     | Auteur              | De l’album                   | Durée |
| --- | ------------------------- | ------------------- | ---------------------------- | ----- |
| 1.  | Love Bites                |                     | Defenders of the Faith, 1984 | 5:16  |
| 2.  | Jawbreaker                |                     | Defenders of the Faith, 1984 | 3:57  |
| 3.  | Grinder                   |                     | British Steel, 1980          | 4:30  |
| 4.  | Metal Gods                |                     | British Steel, 1980          | 4:20  |
| 5.  | Breaking the Law          |                     | British Steel, 1980          | 2:57  |
| 6.  | Sinner                    |                     | Sin After Sin, 1977          | 8:11  |
| 7.  | Desert Plains             |                     | Point of Entry, 1981         | 5:04  |
| 8.  | Some Heads Are Gonna Roll | Robert Halligan Jr. | Defenders of the Faith, 1984 | 4:30  |
| 9.  | The Sentinel              |                     | Defenders of the Faith, 1984 | 6:07  |
| 10. | Rock Hard Ride Free       |                     | Defenders of the Faith, 1984 | 6:04  |

CD 3
- Enregistrements en public effectués le 5 mai 1984 à la Long Beach Arena en Californie dans le cadre du Defenders of Faith Tour.
- Tous les titres sont signés par Rob Halford, Glenn Tipton et K. K. Downing, sauf indications.

| No  | Titre                                          | Auteur                              | De l’album                    | Durée |
| --- | ---------------------------------------------- | ----------------------------------- | ----------------------------- | ----- |
| 1.  | Night Come Down                                |                                     | Defenders of the Faith, 1984  | 4:28  |
| 2.  | The Hellion                                    |                                     | Screaming for Vengeance, 1982 | 0:39  |
| 3.  | Electric Eye                                   |                                     | Screaming for Vengeance, 1982 | 3:33  |
| 4.  | Heavy Duty                                     |                                     | Defenders of the Faith, 1984  | 2:33  |
| 5.  | Defenders of the Faith                         |                                     | Defenders of the Faith, 1984  | 2:37  |
| 6.  | Freewheel Burning                              |                                     | Defenders of the Faith, 1984  | 4:39  |
| 7.  | Victims of Changes                             | Al Atkins, Downing, Halford, Tipton | Sad Wings of Destiny, 1975    | 9:43  |
| 8.  | The Green Manalishi (With the Two Prong Crown) | Peter Green                         | Hell Bent for Leather, 1979   | 5:46  |
| 9.  | Living After Midnight                          |                                     | British Steel, 1980           | 4:50  |
| 10. | Hell Bent for Leather                          | Tipton                              | Killing Machine, 1979         | 5:55  |
| 11. | You've Got Another Thing Comin                 |                                     | Screaming for Vengeance, 1982 | 8:51  |

## Musiciens
- Rob Halford — Chant
- K. K. Downing — Guitare lead et rythmique, chœurs
- Glenn Tipton — Guitare lead & rythmique, chœurs
- Ian Hill — Guitare basse
- Dave Holland — Batterie, percussions

## Charts et certifications

### Album
| Pays         | Durée du classement | Meilleur classement |
| ------------ | ------------------- | ------------------- |
| Allemagne    | 13 semaines         | 21e                 |
| Autriche     | 1 semaine           | 51e                 |
| Belgique (W) | 2 semaines          | 138e                |
| Belgique (V) | 4 semaines          | 85e                 |
| Canada       | 21 semaines         | 17e                 |
| Espagne      | 2 semaines          | 66e                 |
| États-Unis   | 38 semaines         | 18e                 |
| Finlande     | 1 semaine           | 46e                 |
| Italie       | 1 semaine           | 90e                 |
| Norvège      | 1 semaine           | 17e                 |
| Pays-Bas     | 6 semaines          | 27e                 |
| Royaume-Uni  | 5 semaines          | 19e                 |
| Suède        | 6 semaines          | 2e                  |
| Suisse       | 6 semaines          | 12e                 |

| Pays       | Certification | Ventes      | Date       |
| ---------- | ------------- | ----------- | ---------- |
| Canada     | Platine       | 100 000 +   | 01/02/1985 |
| États-Unis | Platine       | 1 000 000 + | 26/09/1988 |

### Singles
| Année | Single                    | Chart                  | Durée du classement | Position |
| ----- | ------------------------- | ---------------------- | ------------------- | -------- |
| 1984  | Freewheel Burning         | UK Singles Chart       | 3 semaines          | 42e      |
| 1984  | Some Heads Are Gonna Roll | UK Singles Chart       | 1 semaines          | 97e      |
| 1984  | Some Heads Are Gonna Roll | Mainstream Rock Tracks | 5 semaines          | 42e      |